# Papa Alexandru al III-lea
Papa Alexandru al III-lea (n. 1100, Siena, Toscana, Italia – d. 30 august 1181, Civita Castellana, Lazio, Regatul Italiei) a fost papă al Romei între 7 septembrie 1159 și 30 august 1181.
A fost membru al grupului de cardinali care nu dorea o putere crescândă a Sfântului Imperiu Roman în Regatul Italiei. A fost un consecvent potrivnic al puterii imperiale, aliindu-se și cu Liga Lombardă a orașelor nord-italice, care nu doreau să fie dominate de Sfântul Imperiu condus în vremea lui Alexandru al III-lea de Frederic I, poreclit "Barbarossa". A contribuit la redactarea unei alianțe cu normanzii (1156). I-a replicat lui Frederic I, vorbind despre Sfântul Imperiu, că ar fi un „beneficiu”, sugerând deci că acesta ar fi un dar al Scaunului Papal făcut împăraților. La alegerea lui Alexandru al III-lea ca papă, în 1159, o minoritate de cardinali sprijiniți de Frederic I Barbarossa i-a ales, contrar, pe primii câțiva antipapi, iar adepții laici ai puterii imperiale l-au obligat pe Alexandru să fugă în Franța (1162). Apărător înverșunat al autorității papale, l-a sprijinit pe sfântul Thomas Becket împotriva lui Henric al II-lea al Angliei. S-a întors la Roma în 1165, dar a fost exilat din nou anul următor. A câștigat sprijin odată cu formarea Ligii Lombarde care l-a învins pe Frederic la Legnano în 1176, pregătind calea pentru Pacea de la Veneția.
Papa Alexandru al III-lea s-a menținut în tradiția de reformă a relației cu Sfântul Imperiu Roman și a prezidat cel de-al treilea Conciliu de la Laterano (1179), care a consfințit victoria poziției papale în fața celei imperiale: după Conciliul de la Laterano, papii urmau sa fie aleși numai de către cardinali, împăratul sau alți reprezentanți laici ai lui neavând drept să intervină. De asemenea, s-a stabilit necesitatea unei majorități de două treimi (2/3) pentru validarea alegerii unui papă, regulă și astăzi valabilă.